# Борейко (герб)
Боре́йко (пол. Boreyko, Borejko) — польський шляхетський герб руського походження.

## Опис герба
В срібному полі лівостороння червона свастика (хрест), вертикальний стовп якої двічі зламаний на кінцях. Намет червоний, підбитий сріблом (Універсальна Енциклопедія Самуеля Оргельбранда, 1901).

## Історія
Ймовірно, герб з'явився в XIV—XV століттях.

### Найдавніші згадки
Перша офіційна писемна згадка: 1410 рік.

### Легенда гербу
Правдоподібно, що орнамент гербу належить до раннього періоду Русі. З язичницьких часів цей символ зображали на щитах воїнів. Згідно історичних хронік, Великий князь Київський Олег, який в 907 році разом з варягами здійснив успішний похід на Константинополь, столицю Східної Римської імперії, закріпив свій щит з великою червоною свастикою на міській брамі.
Шляхетний рід Борейків, що виводив своє коріння з Русі, був, мабуть, найвідомішим з шляхетних родин, що користувалися цим гербом. Їх герб можна зустріти в багатьох книгах з геральдики того часу.

## Роди
Болейко (Bolejko), Борейка (Borejka), Борейко (Boreyko, Borejko), Бо(р)ждинський (Borzdyński), Бо(р)жим (Борим) (Borzym, Borym), Босяцький (Bosiacki), Естковський (Estkowski), Радзеховський (Radziechowski), Радзіховський (Radzichowski).